# نبيل منصر
نبيل منصر شاعر وناقد مغربي ولد في الدار البيضاء عام 1965، حصل على دكتوراه في الأدب العربي الحديث من جامعة محمد الخامس في الرباط عام 2004.
أبرز مجموعاته غمغمات قاطفي الموت (1997)، وأعمال المجهول (2007)، ومدينة نائمة (2009)، وكتاب الأعمى (2011)،كما صدر له في مجال النقد الخطاب الموازي للقصيدة العربية المعاصرة (2007)، وشعرية البجعة (2011).

## الجوائز والتكريم
- جائزة المغرب للكتاب عن فئة الشعر عام 2017 لديوان أغنية طائر التم.
- جائزة فرناندو دالميدا العالمية للشعر في دورتها الثالثة، عن مجموعته أغنية طائر التم (Chanson du sygne).[1][2]